# Verhaking

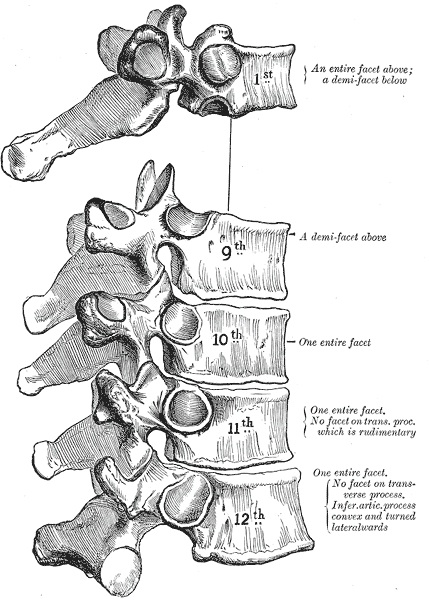
Stukje wervelkolom met gewrichten

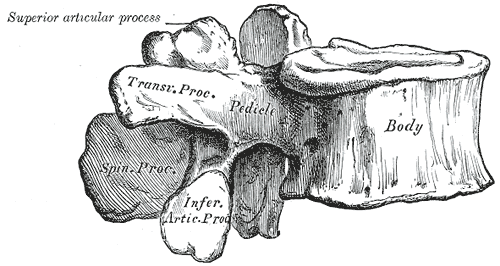
De Superior articular process en het Infer(ior) Artic(ular) Proc(ess) vormen samen het facetgewricht.

Verhaking is een vorm van extreem buigingsletsel in de halswervels waarbij de facetgewrichten tussen twee wervels van elkaar afglijden. De verbinding tussen twee wervels wordt gevormd door de tussenwervelschijf en facetgewrichten. Het afglijden van de facetgewrichten heet luxatie. Als de gewrichten aan een kant van elkaar af zijn gegleden wordt dat een eenzijdige verhaking genoemd. De ernstigere variant is de tweezijdige verhaking, waarbij beide gewrichten van een wervel contact met de daaropvolgende wervel verliezen.
Een mogelijk gevolg van een verhaking is beschadiging van het ruggenmerg. Dit kan een complete dwarslaesie tot gevolg hebben, waarbij het ruggenmerg over de hele diameter is doorgesneden of wordt verdrukt, of een incomplete dwarslaesie, waarbij het ruggenmerg niet compleet is doorgesneden of voor een deel wordt verdrukt.
De behandeling van een verhaking bestaat uit het terugzetten van de wervel op de juiste plaats, dat heet repositie. Er wordt daartoe meestal  met een haloframe aan de wervelkolom getrokken. In sommige gevallen kan dit gebeuren onder lokale verdoving. Bij een instabiele verhaking waarbij kans is op herhaling worden de wervels met ijzeren plaatjes door een neurochirurg aan elkaar gezet. Dat heet fusie.